# Heuhofer Weg
Der Heuhofer Weg ist ein mit Verordnung vom 16. August 1993 durch das Regierungspräsidium Tübingen ausgewiesenes Naturschutzgebiet auf dem Gebiet der Stadt Ehingen (Donau) im Alb-Donau-Kreis.

## Lage und Beschreibung
Das Naturschutzgebiet Heuhofer Weg liegt etwa 700 Meter nordwestlich des Stadtteils Frankenhofen nördlich der Bundesstraße 465 im Naturraum Mittlere Flächenalb.
Es umfasst einen Komplex aus Magerrasen und Magerwiesen mit einzelnen Gehölzen und Heckenzeilen.

## Schutzzweck
Wesentlicher Schutzzweck ist laut Schutzgebietsverordnung 
- „der Schutz einer auf Grund wechselnder Nutzungen entstandenen artenreichen Vegetation, die von einem kleinräumigen Mosaik verschiedenster Pflanzengesellschaften geprägt ist;
- die Erhaltung der landschaftsprägenden Schönheit und Eigenart des Gebietes als kulturhistorisch bedeutsamen Bereich, an dem sich die Nutzungsgeschichte dieser Region nachvollziehen läßt;
- die Optimierung und Weiterentwicklung des Gebietes.

Insbesondere schützenswert sind: 
- der Magerrasen mit der Enzian‑Kammschmielen‑Gesellschaft;
- die eingesprengte Trockenrasenvegetation;
- die Lesesteinriegel mit den Gehölzansiedlungen der Weißdorn‑Schlehen‑Gesellschaft als Brut‑ und Nahrungsraum für zahlreiche Vogelarten sowie den typischen Pflanzen der Saumgesellschaften;
- die durch das artenreiche Vegetationsmosaik bedingte artenreiche Insektenfauna, darunter zahlreiche Tagfalterarten und Widderchen;
- Pufferflächen zur Vermeidung weiterer Intensivierung landwirtschaftlich genutzter Flächen im Umgebungsbereich der Kernzone. “[1]